# Luc Rozentvaig
 (février 2012).
Si vous disposez d'ouvrages ou d'articles de référence ou si vous connaissez des sites web de qualité traitant du thème abordé ici, merci de compléter l'article en donnant les références utiles à sa vérifiabilité et en les liant à la section « Notes et références ».
Pas d'image ? Cliquez ici
Luc Rozentvaig, né le 10 août 1942 à Pierrefitte, est un pilote automobile français. 
Kinésithérapeute – ostéopathe de formation, il commence sa carrière de pilote à l’âge de 26 ans en touchant à de nombreuses catégories.

## Biographie
Fin des années 1960, Luc Rozentvaig commence sa grande carrière de pilote pro laissant de côté petit à petit son cabinet de kiné.
Il débute en 1968 par le groupe 1 sur Alfa Romeo puis sur BMW.
Il remporte de nombreuses victoires et monte plusieurs fois sur le podium pour finir 2e du championnat.
Dans les années 1970-80, il fait partie des principaux acteurs dans divers championnats notamment la Coupe Renault Elf puis Renault Elf Turbo dans laquelle il courra environ 10 ans.

Il intègre l’équipe de France Renault que l’on découvre en lever de rideau des Grands Prix de Formule 1 (5 sélectionnés par pays).
Ayant commencé sa carrière relativement tard et sans expérience en karting, il est vite considéré comme un phénomène, car il est très rapide dans toutes les disciplines dans lesquelles il participe.
C’est lors de la Coupe R5 GT Turbo qu’il se lie d’amitié avec Jean Alesi, alors tout jeune pilote de 18 ans, avec qui il se livra à des batailles mémorables.
Il finit deuxième et troisième des championnats[Quand ?].
Toujours sur Renault, il participe à l’Europa Cup sur Alpine V6 Turbo toujours en lever de rideau des Grands Prix de F1.
Après la période Renault, il est recruté par Peugeot Darl’Mat (succursale Peugeot à Paris) pendant 10 ans et participe notamment à la Coupe 309 Turbo où il se plaça 2e, 3e et 4e du championnat lors de ses diverses participations.
Sans oublier la Coupe 505 Turbo avec sa mémorable victoire à Charade.
Quand Porsche crée la Coupe Porsche avec la 944 Turbo, Luc fait partie des premiers pilotes à s’inscrire.
Il redécouvre les joies d’une propulsion et il restera en Porsche pendant 23 ans.
C’est certainement le seul pilote à avoir participé à toutes les saisons de Porsche Cup de la 944 Turbo à la Carrera Cup 997, en passant par la 964 Cup, la 993 Cup et la 996 Cup avec laquelle il se classe 3e du championnat au général.
Les budgets en sport automobile étant grandissant, il délaisse en 2010 la Porsche Cup pour la Seat Supercopa où il finit deuxième du classement Gentleman en 2011.
2012 est nouveau pour Luc, car il va goûter à nouveau à la joie des pelotons à bord d’une Mitjet en championnat de France intégré au Team GT DRIVE.
Parallèlement à sa carrière de pilote au cours de laquelle il collectionne plus de 100 podiums, Luc Rozentvaig s’est toujours distingué avec ses qualités pédagogiques hors du commun en transmettant son savoir et sa passion pour la course.
C’est ainsi que depuis plus de 20 ans, il organise des stages de pilotage (principalement sur Magny-Cours).
Il est devenu maître en la matière avec ses anciennes Porsche Carrera Cup 996 de compétition.
Il a ainsi formé de nombreux pilotes dont notamment Tiago Monteiro (qui passa en F1), David Hallyday ou encore Luc Alphand.
Depuis 2007, Luc Rozentvaig est le parrain de l’école de pilotage GT DRIVE dirigée par Manu Damiani, également pilote.